# Sukanya
Za indijsku glumicu, pogledajte „Sukanya (glumica)”.
Prema hinduističkoj mitologiji, Sukanya (sanskrt सुकन्या) bila je kći Sharyatija te supruga velikog mudraca Chyavane, kojeg je, nažalost, nehotice bila oslijepila. Njezin ju je otac udao za Chyavanu kako bi mu „nadoknadio” gubitak vida te je Sukanya bila vjerna suprugu.
Božanski blizanci Ašvini su jednog dana zapazili da je ona iznimno lijepa te su odlučili uzeti ju na Nebo, upitavši ju bi li se htjela udati za jednoga od njih, na što je ona odgovorila da ne bi jer je bila iznimno vjerna supruga. Čuvši kako je časna, Ašvini su bili iznimno zadovoljni te su joj predložili da vrate vid i mladost njenom mužu, ali su joj dali uvjet – vratit će Chyavanu vid i mladost, učiniti ga jednakim njima te ako ga ona uspije prepoznati, tada će mu vid ostati. Nakon što su Chyavana i Sukanya prihvatili uvjet, blizanci su vratili vid i mladost Chyavani, učinivši ga jednakim njima, ali je oštroumna Sukanya uspjela prepoznati svog supruga. Nakon što su blagoslovili par, blizanci su otišli.